# Довгий список
Довгий список (англ. long list) — попередній список бажаних кандидатів, які були подані для розгляду з тих, хто претендує на нагороду, приз, премію, посаду, політичну позицію і т.д.. Наприклад, 27 липня 2017 року, комітет Букерівської премії оголосив фіналістів довгого списку.

З довгого списку претендентів після відбору формують через скорочення короткий список (short list) кандидатів.
Довгі та короткі списки престижних кінематографічних, літературних та музичних премій, що публікуються в засобах масової інформації (ЗМІ), досить часто викликають широкий громадський резонанс, стаючи предметом жвавих дискусій.
Якщо конкурси мають більше ніж два тури, то між початковим довгим та кінцевим коротким списками можуть складатися ще проміжні списки після кожного відбору претендентів.